# 李秀亭
李秀亭（？年—1937年10月20日）。河北省正定縣人。他為抗日戰爭期間陣亡的中國軍方高級將領之一。

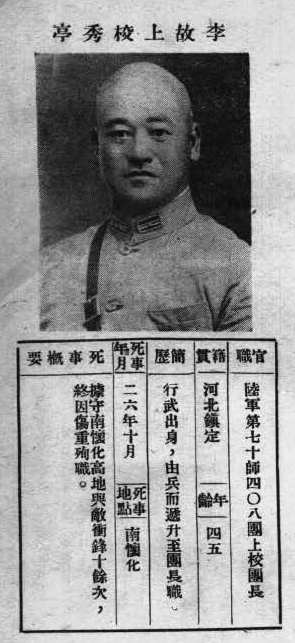
《抗戰軍人忠烈錄》（第一輯）中的李秀亭烈士遺像

## 生平[1]
陸軍第十九軍第七十師第四〇八團上校團長，抗戰中在南懷化據守高地與敵衝鋒十餘次，傷重壯烈成仁。卒年四十有五。